# Série de pièces commémoratives américaines pour le centenaire du premier vol en avion
La série de pièces commémoratives américaines pour le centenaire du premier vol en avion est une série commémorative, non circulante, émise par la Monnaie des États-Unis et frappée dans les Monnaies de Philadelphie et de West Point.
Elle est autorisée par la loi publique 105-124 qui demande la création d'une série de pièces afin de commémorer le 100e anniversaire du premier vol en avion, le Wright Flyer, par les frères Orville et Wilbur Wright. La série se compose d'une pièce d'un demi-dollar en alliage cuivre-nickel, d'une pièce de 1 dollar en argent et d'une pièce de 10 dollars (eagle) en or.

## Contexte
Le Wright Flyer effectue le premier vol par un aéronef plus lourd que l'air, piloté et motorisé, le 17 décembre 1903. Inventé et piloté par les frères Orville et Wilbur Wright, cela marque le début de l'ère pionnière de l'aviation.
Les frères Wright le font voler quatre fois dans un endroit désormais situé dans la ville de Kill Devil Hills, à environ 6 kilomètres au sud de Kitty Hawk, en Caroline du Nord. L'avion parcourt 852 pieds (à peu près 260 m) lors de son quatrième et dernier vol, mais est endommagé à l'atterrissage, et quelques minutes plus tard, de puissantes rafales le renversent, le détruisant,.
Il ne vole jamais plus mais est renvoyé à la maison et par la suite restauré par Orville. Il est initialement exposé en place d'honneur au Science Museum de Londres jusqu'en 1948, date à laquelle la résolution d'un litige prioritaire acrimonieux lui permet enfin d'être exposé à la Smithsonian Institution. Il est maintenant présenté au National Air and Space Museum à Washington.

## Législation
Le projet de loi S.1228 est introduit au Sénat le 26 septembre 1997 par le sénateur républicain de Rhode Island, John H. Chafee. L'objet principal du projet est la création de la série de pièces d'un quart de dollar des 50 États. La section 6 demande la création d'une série de pièces commémoratives afin de célébrer le 100e anniversaire du premier vol en avion par Orville et Wilbur Wright, en 1903. Le Sénat l'approuve le 9 novembre 1997 et l'envoie à la Chambre le jour même. Celle-ci l'approuve également deux jours plus tard, le 13 novembre. Le projet est présenté au président Bill Clinton le 19 novembre et il le signe le 1er décembre 1997 pour en faire la loi publique 105-124.

## Dessins

### Demi-dollar
L'avers de la pièce d'un demi-dollar, crée par John Mercanti, représente le monument des frères Wright situé à Kill Devil Hill près de Kitty Hawk, en Caroline du Nord. Les inscriptions comprennent LIBERTY, IN GOD WE TRUST, WRIGHT MONUMENT et la date 'émission, 2003,,.
Le revers, conçu par Norman E. Nemeth, présente une image du Wright Flyer effectuant son premier vol motorisé historique. Orville Wright est à bord du Flyer et Wilbur est au sol. Les inscriptions comprennent le pays émetteur UNITED STATES OF AMERICA, la devise latine E PLURIBUS UNUM et la valeur faciale, HALF DOLLAR,,.

### Dollar
L'avers du dollar en argent, œuvre de T. James Ferrell, présente un portrait d'Orville et de Wilbur Wright tourné vers la gauche. La pièce d'or, de conception similaire, présente leurs portraits de face. Les inscriptions sur la pièce comprennent LIBERTY, IN GOD WE TRUST, la date du premier vol, 1903 et la date du centenaire, 2003 et ORVILLE & WILBUR WRIGHT,,.
Le revers, une création de Norman E. Nemeth, représente le Wright Flyer, en vol au-dessus des dunes de Kill Devil Hill. Au-dessus de l'avion figure la valeur faciale ONE DOLLAR, tandis que les mots UNITED STATES OF AMERICA et E PLURIBUS UNUM apparaissent sur les dunes en contrebas,,.

### Eagle
L'avers de la pièce de 10 dollar, réalisé par Donna Weaver, du programme Artistic Infusion (AIP) présente un portrait de face d'Orville et de Wilbur Wright. Les inscriptions qui l'entourent sont LIBERTY, IN GOD WE TRUST, la double date du centenaire 1903 2003, ORVILLE & WILBUR WRIGHT, et FIRST FLIGHT CENTENNIAL (centenaire du premier vol),,.
Le revers, une conception de Norman E. Nemeth, représente le Wright Flyer, surmonté d'un aigle en vol. Les inscriptions comprennent le pays émetteur UNITED STATES OF AMERICA, la devise E PLURIBUS UNUM ainsi que la valeur faciale TEN DOLLARS,,.
|                                                                                                  |
| L'avers (à gauche) et le revers (à droite) de la pièce d'un demi-dollar du premier vol en avion. |

|                                                                                               |
| L'avers (à gauche) et le revers (à droite) de la pièce de 10 dollars du premier vol en avion. |

## Production et vente
La loi qui autorise la frappe de la série commémorative permet une émisssion maximum de 100 000 pièces de dix dollars, 500 000 pièces d'un dollar et 750 000 pièces d'un demi-dollar. Les demi-dollars sont frappés et versions belle épreuve et brillant universel à la Monnaie de Philadelphie, de même que les dollars. La Monnaie de West Point prend en charge les deux versions de l'eagle. La série est disponible à la vente du 1er août 2003 au 31 juillet 2004.
Les ventes de pièces de 10 dollars atteignent un total de 31 685 exemplaires dont 21 676 belle épreuve et 10 009 brillant universel tandis que 243 773 dollars sont vendus — 190 240 et 53 533 pièces en belle épreuve et brillant universel, respectivement — et 166 832 demi-dollars — 109 710 belle épreuve et 57 122 brillant universel — ce qui est loin des frappes maximales autorisées.
Les bénéfices tirés de la vente de ces pièces sont transmis à la First Flight Centennial Foundation.